# Bocsárszky Attila
Bocsárszky Attila (Fülek, 1965. március 27. –) szlovákiai magyar színész.

## Életpályája
A kassai magyar tanítási nyelvű ipariskolában érettségizett 1983-ban. Ettől kezdve a Thália Színpad, ill. jogutódja, a Kassai Thália Színház színésze (1988–1992 között a Pozsonyi Szépművészeti Főiskola színészhallgatója volt), illetve később ennek a színháznak a társulatvezetője. 1992-től rendszeresen fellép a Kassai Állami Színház szlovák nyelvű előadásaiban.
Az Egyetemes Kultúra Lovagja (2025)

## Főbb színházi szerepei
- Kornél (Karel Čapek: Az anya)
- Michal (Václav Havel: Verniszázs)
- Lennie (John Steinbeck: Egerek és emberek)
- Cuki (Görgey Gábor: Komámasszony, hol a stukker?)
- Mitch (Tennessee Williams: A vágy villamosa)
- Tybalt (William Shakespeare: (Rómeó és Júlia)
- Romain Tournel (Georges Feydeau: Bolha a fülbe)
- Petronius (Székely János: Caligula helytartója)
- Petruccio (William Shakespeare: A makrancos hölgy)
- Kendrick hadnagy (Aaron Sorkin: Semmi és végtelen)
- Tiborc (Katona József: Bánk bán)
- Sebő (Ratkó József: Segítsd a királyt!)
- don Carlos (Molière: Don Juan vagy a kőszobor lakomája)
- Cyril (Witold Gombrowicz: Yvonne, burgundi hercegnő)
- Szmirnov, Mozgovoj (Csehov: Medve, Leánykérés)
- Grimaldi (John Ford: Kár, hogy ká)
- Ben (Arthur Miller: Az ügynök halála)
- Bojnyik (Tersánszky Józsi Jenő–Örkény István: Kakuk Marci szerencséje)
- Medve (Gál Sándor–Jakab Zoltán: A szürke ló)
- Mátyás (Heltai Jenő: A néma levente)
- Raimondo Vietoris (Giulio Scarnacci–Renzo Tarabusi: Kaviár és lencse)
- Helicon (Albert Camus: Caligula)
- Józsi (Örkény István: Macskajáték)
- Miko (Nikosz Kazantzakisz: Zorba)
- Elemír gróf (Kisfaludy Károly: Csalódások)
- Adolf (Gál Sándor: A pokol kapujában)
- Claudius (William Shakespeare: Hamlet)
- Petrencey Gáspár (Heltai Jenő: A Tündérlaki lányok)
- Szipcsay (Dobos László–Beke Sándor: Földönfutók)
- Joó Ferenc (Dékány András–Baróti Géza–Moravetz Levente: Dankó Pista)
- Harpagon (Jean-Baptiste Molière: A fösvény)
- Cyrano (Edmond Rostand: Cyrano de Bergerac)
- Weich, rendőrőrmester (Neil Simon: Pletykák)
- Bottlik Dénes (Böszörményi Gyula–Lakatos Róbert–Müller Péter Sziámi: Gergő és az álomfogó)
- Cowboy (Rédli Károly: Parasztopera)

## Filmek
- Miklauzic Bence: A renitens (2025) – kocsmáros
- Kostyál Márk: Kojot – Lajos
- Janosik: Egy igaz történet, (2009) rend. Agnieszka Holan, (szlovák–lengyel–magyar kopr.)
- Štúrovci, rend. Peter Mikulík
- Szigeti veszedelem, (1996) rend. Horváth Z. Gergely